# Meraw Micha’eli
Meraw Micha’eli (hebr.: מירב מיכאלי, ang. Merav Michaeli, ur. 24 stycznia 1966 w Petach Tikwie) – izraelska polityk, dziennikarka, działaczka społeczna, poseł do Knesetu od 2013. W latach 2021–2022 ministra transportu i bezpieczeństwa ruchu drogowego Izraela.

## Życiorys
Urodziła się w Petach Tikwie. Jest wnuczką Rudolfa Kastnera.
Była jedną z najbardziej znanych dziennikarek w Izraelu, publicystką w dzienniku Ha-Arec i producentką, a także gwiazdą publicystycznych programów telewizyjnych i radiowych. Oprócz kariery medialnej, prowadziła na uniwersytetach zajęcia z zakresu feminizmu, mediów i komunikacji społecznej. Znana ze swojej wieloletniej walki na rzecz równouprawnienia, a także praw mniejszości.
W październiku 2012 roku ogłosiła przystąpienie do Partii Pracy i swoją kandydaturę w wyborach parlamentarnych w 2013 roku. Zdobyła mandat poselski, a w wyborach parlamentarnych w 2015 roku ponownie dostała się do Knesetu. Była przewodniczącą sekcji kobiet deputowanych do Knesetu i członkiem komisji do spraw zagranicznych i obrony.
W kwietniu 2019 utraciła miejsce w parlamencie, jednak w składzie XXI Knesetu znalazła się 1 sierpnia, po rezygnacji Setaw Szafir. 
13 czerwca 2021 objęła urząd ministra transportu w rządzie Naftalego Bennetta i Ja’ira Lapida. Urząd sprawowała do 29 grudnia 2022, kiedy to został zaprzysiężony nowy rząd Izraela.

## Życie prywatne
Jej partnerem jest aktor i komik Li’or Szlajjen.